# Tutu (dios egipcio)
Tutu (en griego Tithoes o Titoes) era un dios egipcio protector adorado por el pueblo en todo el Antiguo Egipto durante el Período Tardío y no atestiguado anteriormente. De origen saíta según parece mostrar un fragmento del naos del faraón Apries, donde es mencionado el nombre del dios o una estatua, posiblemente de Sais del Museo Calouste Gulbenkian, de la Dinastía XXVI, con un sacerdote de Tutu.

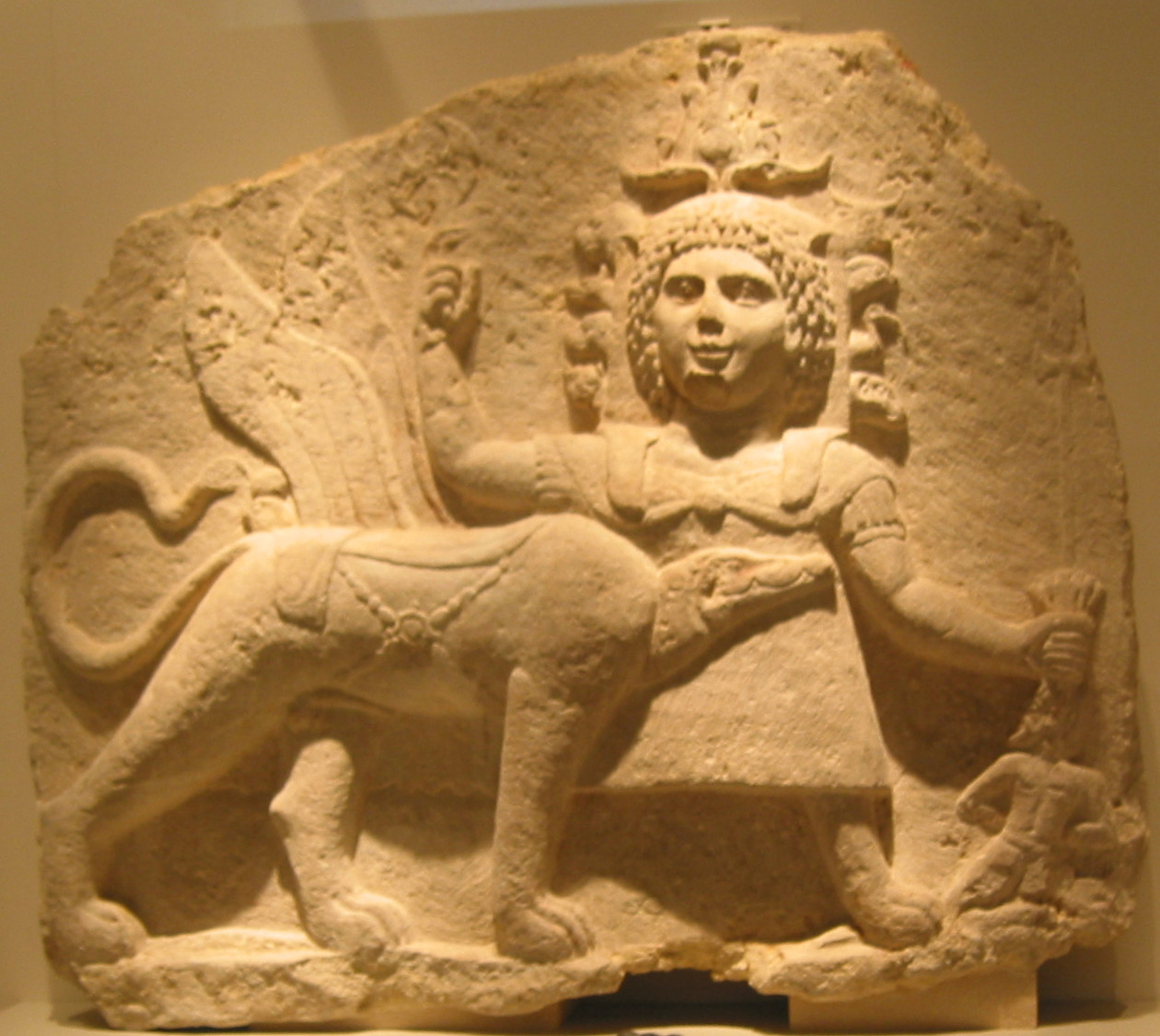
Tutu representado como león alado con cabeza de cocodrilo y cola de cobra.

## Iconografía
Tutu es un dios león al que se le representa como león con cabeza de humano o como humano con cabeza de león. Frecuentemente se le representa como una esfinge en posición de movimiento con los atributos reales, el nemes, el uraeus, la barba y la corona. Algunas veces aparece con cabezas de halcones y cocodrilos que sobresalen del cuerpo o con una cola que termina en serpiente.

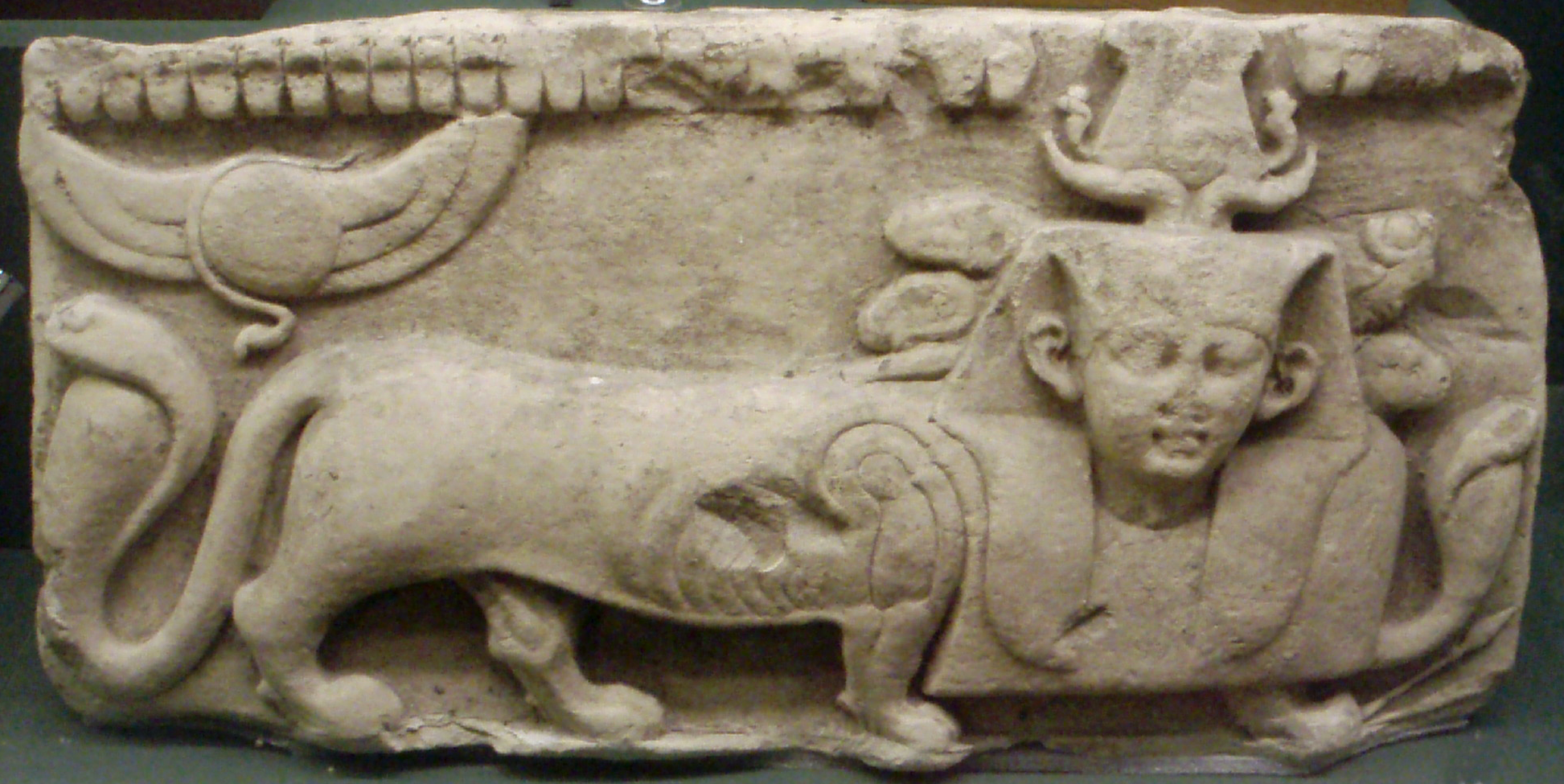
Tutu con tocado de rey, rostro humano, cuerpo de león, alas de ave y cola de cobra sobre las flechas de Sejmet.

## Mitología
Era hijo de la diosa Neit de Sais (Sa el-Hagar), que era considerada una "diosa peligrosa", y hermano del dios, con cabeza de cocodrilo, Shemanefer (Shemanefer-Sobek). Los dos hermanos con iconografía híbrida y grotesca simbolizan poseer cualidades apotropaicas, pero al tiempo, por su naturaleza ambivalente puede causar también desgracias.
A Tutu se le colocaba en una posición de poder sobre los demonios, pudiendo destruir a los que eran enviados por otras diosas como Mut, Sejmet, Nejbet o Bastet. El mismo papel lo representaban los hijos de estas diosas, como Mahes, Jonsu o Nefertem. 
También tomó una forma local del dios Shu para acercarse a Tefnut y desposarse con ella. Era considerado un dios guerrero y protector, relacionado con la defensa y la justicia y un dios protector de tumbas que más tarde vigilaba el sueño ante los peligros o pesadillas.
Originalmente el protector de tumbas, Tutú más tarde guardó el dormir del peligro o pesadillas. Tutu también fue considerado para la gente común a la adoración, que ofrece y los rituales se realizaron en los altares portátiles. Ofrendas incluyen ganso, y el pan, y los rituales eran para la protección de los demonios y pesadillas. Tutu se afirma que tienen la protección dada de los demonios, dando vida más larga y proteger a las personas de los Infiernos.
Era considerado un dios guerrero y protector, relacionado con la defensa y la justicia y un dios protector de tumbas que más tarde vigilaba el sueño ante los peligros o pesadillas.

## Epítetos

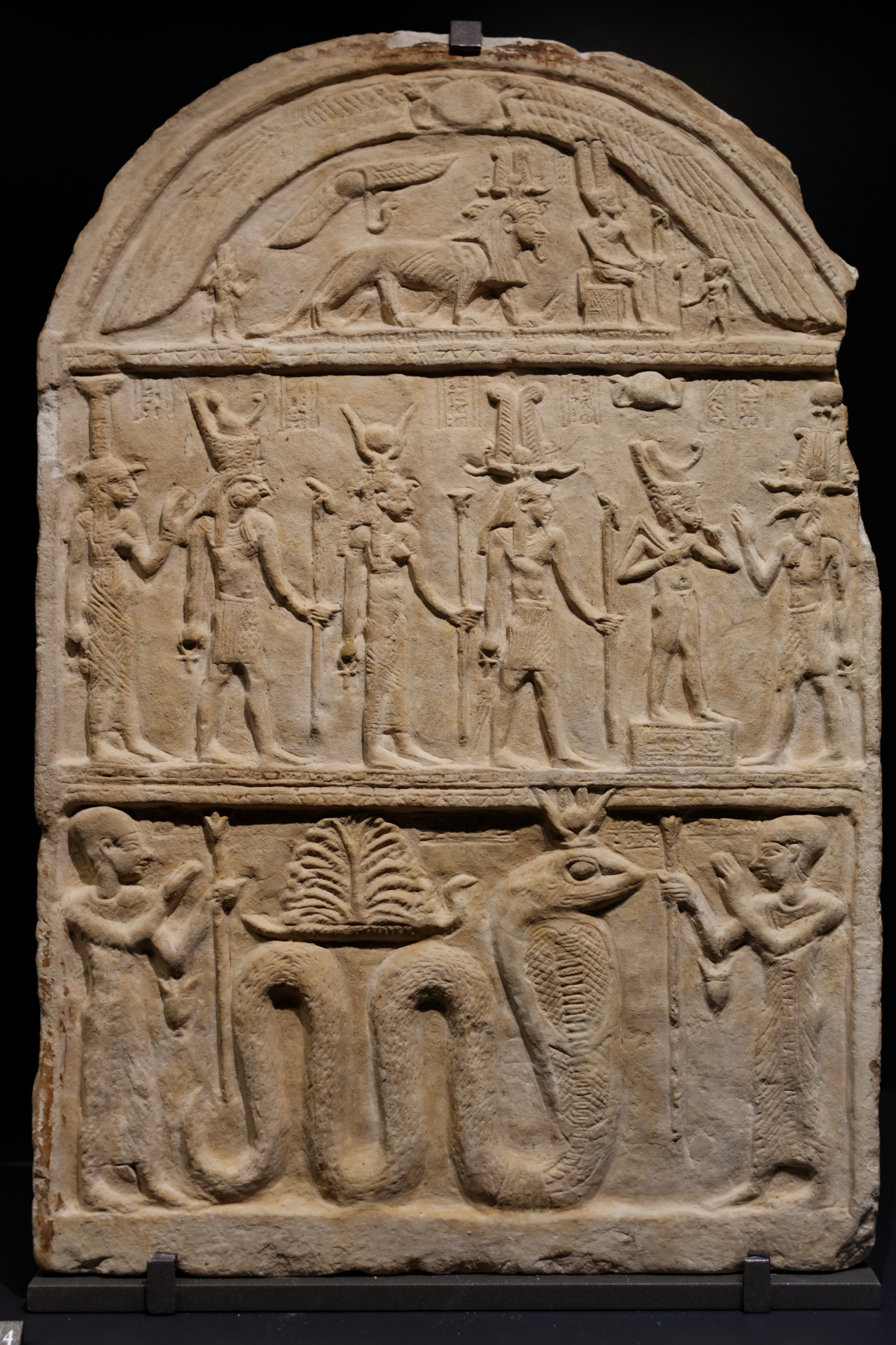
Estela dedicada a las divinidades de Behbeit el-Hagar, entre ellas, Tutu y Amón, representados bajo el disco solar alado, en el registro superior.

El título de Tutu en el templo de Shenhur era "El que viene al que le llama". Otros títulos de Tutu son el de "Hijo de Neith", "el León", "Grande de fuerza", "El que coge a los enemigos a una distancia segura" y "Maestro de los demonios de Sejmet y los demonios errantes de Bastet".

## Culto
El principal templo dedicado a Tutu por Antonino Pío y Pertinax se encuentra en la antigua Kellis, ahora conocida como Ismant el-Jarab, pero existen relieves con representaciones de Tutu en otros templos, como el templo de Kalabsha, el templo de Shenhur o el templo de Esna. 
Se conservan representaciones en relieves y estelas, así como en amuletos e incluso en monedas romanas. También se han encontrado en estatuas y en un fragmento de terracota.
A Tutu se le hacían ofrendas y se realizaban rituales en altares portátiles. Las ofrendas incluían gansos y pan, con peticiones rituales para la protección de los demonios y las pesadillas. Como protector ante los demonios, en el pensamiento egipcio, proporcionaba una vida más larga y daba protección a las personas en el inframundo, la Duat.
| G43 | X1 | G43 | X1 | I14 |

| G43 | X1 | G43 | X1 | I14 |